# Ilan Gilon
Pour les articles homonymes, voir Gilon.
Ilan Gilon ou Ilan Gil-On (en hébreu : אילן גילאון), né le 12 mai 1956 à Galați en Roumanie et mort le 1er mai 2022, est un homme politique israélien, membre du parti Meretz.
De 1999 à 2003, et de 2009 à 2021, il est membre de la Knesset.

## Biographie
Ilan Gilon est né en 1956 à Galați. Il fait son aliya en 1965 et étudie les sciences politiques à l'université hébraïque de Jérusalem sans toutefois obtenir de diplôme.
Ilan Gilon commence sa carrière politique dans la branche jeunesse du Mapam. Il en devient chef en 1986. Entre 1993 et 1999, Gilon est adjoint au maire chargé de l'éducation à Ashdod sous le mandat de Zvi Zilker. En 1995, il est le coordinateur de la branche jeunesse du Meretz.
Ilan Gilon, en 8e place sur la liste du Meretz, est élu à la Knesset lors des élections de mai 1999. Il s'intéresse principalement aux droits des personnes handicapées (Gilon est lui-même handicapé à une jambe à la suite d'une polio qui l'a touché très jeune).
Ilan Gilon est en 7e place sur la liste du Meretz pour les élections de 2003 mais n'est pas élu. Il échoue encore aux élections de 2006 alors qu'il est en 8e place.
Lors des élections de 2009, Ilan Gilon est en 2e position sur la liste du Meretz et est élu à la 18e Knesset.
Il est réélu en 2013 et 2015.
En mars 2017, Ilan Gilon se présente à l'élection pour la direction du Meretz qui doit avoir lieu début 2019. La présidente sortante, Zehava Gal-On, a aussi déclaré sa candidature. En septembre 2017, une motion du parti pour déplacer l'élection pour la direction de janvier 2019 à février 2018 reçoit 54 % des voix mais n'atteint pas la majorité des deux-tiers et est donc repoussée.